# Turgon
Turgon è un personaggio di Arda, l'universo immaginario fantasy creato dallo scrittore inglese J.R.R. Tolkien per Il Silmarillion. È un Elfo della stirpe dei Noldor, signore di Gondolin e Re Supremo dei Noldor.

## Descrizione
Turgon è figlio di Fingolfin, a sua volta figlio di Finwë e di Indis della stirpe dei Vanyar, e fratello di Finarfin e fratellastro di Fëanor; è il padre di Idril, la madre di Eärendil.
In una nota del primo capitolo dei Racconti incompiuti viene descritto come il più alto di tutti i Figli di Ilúvatar dopo Thingol.

## La storia

### Nella Terra di Mezzo
Turgon, dopo la partenza da Valinor, dimorò per lungo tempo nella regione del Nevrast, in Vinyamar, una dimora sotterranea presso la costa del mare Belegaer scavata sotto il monte Taras. Lasciò questo luogo quando, guidato dal Vala Ulmo, scoprì la fertile valle nascosta di Tumladen, all'interno dei Monti Cerchianti; un luogo inaccessibile, tranne che alle aquile di Thorondor, se non per un oscuro passaggio sotterraneo la cui imboccatura è situata presso le sorgenti del fiume Sirion.
Dopo la vittoria elfica nella Dagor Aglareb, la terza grande battaglia delle guerre del Beleriand), Turgon, attorno all'anno 60 della Prima Era, progettò la costruzione di una città in questa valle nascosta ove trasferirsi in segreto con la sua gente. La costruzione della città segreta durò cinquantadue anni. Il suo nome fu Gondolin. In seguito Turgon ospitò nel suo regno i due giovani uomini: Húrin e suo fratello Hùor, che si erano smarriti dopo un'imboscata di orchi e dopo poco tempo furono portati a Gondolin dal re delle aquile Thorondor. Turgon si affezionò molto ai due giovani e gli insegnò i costumi e le usanze dei Noldor di Gondolin. Dopo circa un anno Turgon fece andare via i due giovani sotto richiesta di Húrin a patto che non avrebbero mai rivelato la posizione di Gondolin.

### Gondolin
Ulmo, completata la costruzione, gli profetizzò che:
- Gondolin sarebbe stato il regno che più a lungo si sarebbe opposto a Melkor;
- La speranza vera dei Noldor risiedeva in occidente e sarebbe venuta dal mare, cioè dai Valar che Eärendil avrebbe chiamato in soccorso;
- Non avrebbe potuto annullare la maledizione di Mandos su tutti i Noldor causata dal fratricidio di Alqualondë, che pesava sui seguaci di Fëanor

Ma quando il pericolo per Gondolin si sarebbe avvicinato:
(Tolkien, Il Silmarillion, opera citata, pag. 153)
A questo scopo fece in modo che giungesse a Gondolin Tuor, che avrebbe dato vita con la figlia di Turgon Idril ad Eärendil.

### La fine
Turgon partecipò alla Nírnaeth Arnoediad, venne in aiuto del fratello Fingon con 10.000 guerrieri, così quando tutto sembrava perso le truppe di Fingon e di Hurìn si rianimarono alla vista di quell'enorme esercito. Turgon, dopo aver affrontato una prima schiera di orchi, si aprì un varco nell'esercito nemico e andò in aiuto del fratello Fingon e di Húrin. Per un po' riuscirono a resistere ma quando arrivò Gothmog, supremo comandante dei Barlog, Fingon venne ucciso e Turgon e Húrin dovettero ripiegare fino ai Passi del Siron. Lì Húrin, vedendo che ormai non c'era più speranza, decise di far andare via Turgon e il suo esercito riunendo tutte le forze che gli erano rimaste. Così Turgon ringraziò Húrin e fuggì con il suo esercito. Le ultime truppe della casa di Hador furono sconfitte ma Húrin invece sopravvisse e fu tratto prigioniero in Angband dove si fece beffe di Morgoth ottenendo il soprannome di "Il Costante", atto che causò una maledizione su di lui e su tutta la sua casa, in particolare questa ricadde sui figli Túrin Turambar e Nienor Niniel.
Turgon, dopo la morte di Fingon, divenne Re Supremo dei Noldor e morì nell'assedio di Gondolin causato da Húrin che dopo un incantesimo fatto da Morgoth rivelò agli eserciti nemici la posizione della città ma non il passaggio per entrarvi. Così morì Turgon re supremo dei Noldor di Gondolin accanto alla sua spada Glamdring. Durante l'assedio di Gondolin, come è scritto ne Racconti Perduti, egli scese in battaglia insieme ai guerrieri della casata del re quando i superstiti ormai circondati, esausti e decimati si erano ritirati nella piazza del re, il loro intervento, per quanto eroico (solo con quella sortita uccisero 40 Balrog), non bastò a salvare la città. Turgon decise quindi di barricarsi nel suo palazzo con i suoi guerrieri, e salito nella torre più alta della città gridò: "Grande è la vittoria di Gondolin!". I superstiti delle altre casate riuscirono a fuggire grazie a questo gesto poiché gli orchi si diedero a distruggere la torre del sovrano non curandosi di altro: così cadde Turgon, Supremo Re dei Noldor, alla sua morte Gil Galad ne assunse il titolo.